# هانز بيتر بريغل
هانز بيتر بريغل (بالألمانية: Hans-Peter Briegel)‏ (مواليد 11 أكتوبر 1955 في رودينباخ، ألمانيا الغربية) لاعب كرة قدم ألماني سابق ومدرب كرة قدم.
أحد أكثر لاعبي المنتخب الألماني شعبية في أيامه علما بأن بريغل بدأ في ممارسة ألعاب القوى أولا من خلال التخصص في الوثب الطويل وقد حقق أفضل رقم شخصي له هو 7.50 متر كما مارس مسابقة الوثب الثلاثي والخماسي، والسباعي. حقق بريغل أفضل نتائجه في العشاري ولكن ابن مزارع عانى من عدم إجادته للعبتي رمي الرمح والوثب العالي. في عمر السابعة عشر ترك ألعاب القوى وراءه وقرر الانتقال للعب كرة القدم في فريق مسقط رأسه رودينباخ بالقرب من كايسرسلاوترن. خلال الفترة التي لعبها فيها استطاع التميز في مركزي الظهير الأيسر والوسط المدافع. كان معروفا في المقام الأول بقدراته البدنية وكذلك قدراته المهارية الجيدة وقدرات تسجيل الأهداف على الرغم من أدواره الدفاعية.

## مسيرة الأندية
بعد عامين قرر إريك ريبيك اختياره للتدريب مع نادي كايزرسلاوترن وقد أثار الإعجاب بسبب قوته ولياقته. كان ريبيك يدرك أن بريغل يعاني من التوفيق بين مهارات كرة القدم وقوته الجسدية ولكن التدريب جعله يتطور ويقترب من الكمال. فشل بريغل في اثبات نفسه في مركز المهاجم ولكنه استطاع أن يقدم مستوى عالي كمدافع. في 10 أبريل 1976 قرر ريبيك إشراك بريغل احتياطي في المباراة التي حققوا فيها الفوز على بايرن ميونخ 4-3. في عام 1984 قرر بريغل ترك كايزرسلاوترن والانتقال إلى هيلاس فيرونا الإيطالي. استطاع أن يقدم أداء عالي المستوى أضاف الكثير لمسيرته الرياضية وحقق سمعة وأهمية في بطولة دوري مثل الدوري الإيطالي الذي ينظر إليه بأنه أهم بطولات الدوري فنيا في أوروبا. كان بريغل مفتاح نجاح ناديه الجديد في تحقيق بطولة الدوري في عام 1985. اختير في نفس العام لجائزة لاعب السنة في ألمانيا وهي المرة الأولى في تاريخ المسابقة التي تمنح فيها الجائزة للاعب كرة قدم ألماني محترف خارج ألمانيا.
بعد نهاية عقده مع هيلاس فيرونا قرر بريغل البقاء في إيطاليا والانتقال إلى نادي سامبدوريا الذي فاز معه بكأس إيطاليا قبل اعتزاله كلاعب في عام 1988. اعتمد نجاح بريغل في كرة القدم على الصفات البدنية وسرعته وعدم إحساسه بالتعب مما جعله مثال للجندي في عالم كرة القدم الألمانية. يلقب بالمدحلة البلاتينية والذي يشير إلى أسلوب لعبه وكذلك لأصله. بريجل سجل 47 هدفا في 240 مباراة في الدوري الألماني وكان مشهورا باللعب من دون وسادة الرجل طوال مسيرته الكروية.

## مسيرة ألمانيا
في مباراة منتخب ويلز في تصفيات بطولة أمم أوروبا لكرة القدم 1980 في أكتوبر 1979 شارك بريغل في مباراته الدولية الأولى مع منتخب ألمانيا الغربية حيث استطاع التألق وقيادة ألمانيا الغربية للفوز بالبطولة في العام التالي. استطاع المساهمة في احتلال المركز الثاني في كأس العالم لكرة القدم 1982 خلف منتخب إيطاليا وفشل منتخب ألمانيا الغربية في تحقيق بطولة أمم أوروبا لكرة القدم 1984 بالخروج من الدور الأول (دور المجموعات) باحتلاله المركز الثالث في مجموعته الثانية خلف منتخب إسبانيا ومنتخب البرتغال وذلك تحت إشراف المدرب يوب ديرفال. في المباراة النهائية لكأس العالم 1982 تسبب بريغل في احتساب ركلة جزاء ضد منتخب ألمانيا الغربية بعرقلته برونو كونتي. لحسن الحظ فشل لاعب منتخب إيطاليا في تسجيلها ولكن هذا الأمر لم ينقذ منتخب ألمانيا الغربية من خسارته في النهائي. خليفة ديرفال فرانتس بكنباور أبقاه في التشكيلة وقد شارك في كأس العالم لكرة القدم 1986 وهي الثانية في مسيرته. على الرغم من مشاركته أساسيا في المباراة النهائية إلا أن منتخب ألمانيا الغربية خسر من منتخب الأرجنتين. قبل نهاية المباراة بتسع دقائق استطاع رودي فولر تسجيل هدف التعادل الثاني على ملعب أزتيكا في 29 يونيو ولكن بعد هذا الهدف بثلاث دقائق استطاع دييغو مارادونا تمرير الكرة إلى خورخي بوروتشاجا الذي استطاع تسجيل الهدف الثالث والفوز بالبطولة. حسب الخطة المتفقة فقد تقدم جميع لاعبي خط الدفاع الألماني الغربي إلى الأمام من أجل إيقاع المهاجم الأرجنتيني في مصيدة التسلل ولكنه بريغل تباطيء في التقدم مما منح الفرصة لبوروتشاجا للانقضاض على الكرة وحسم المباراة. حاول بريغل اللحاق ببوروتشاجا واستخلاص الكرة منه ولكن الأرجنتيني كان أسرع في تسديد الكرة نحو المرمى. بيكنباور لم يكن معجبا بأسلوب لعب بريغل ولذلك قرر الاستغناء عنه من أجل بناء فريق جديد قبل نهائيات بطولة أمم أوروبا لكرة القدم 1988 التي ستقام في ألمانيا الغربية ونتيجة لذلك فقد قرر بريغل الاعتزال الدولي وفي جعبته اثنان وسبعون مباراة دولية.

## مسيرة التدريب
وظيفة بريغل الأولى في التدريب كانت مع نادي الدرجة الثانية غلروس السويسري. ثم تولى تدريب نادي إدنكوبن قبل أن يتولى تدريب نادي فاتنسخايد 09 الهابط من الدرجة الأولى في عام 1994 ولكنه لم يستطع تحقيق نتائج جيدة. نتيجة لذلك أدار ظهره للتدريب وعاد للانضمام إلى نادي كايزرسلاوترن في منصب المدير الرياضي في عام 1996. استقال من هذا المنصب في أكتوبر 1997 تدخل مدرب الفريق أوتو ريهاجل في اختصاصاته. في وقت لاحق عاد مديرا للنادي وقد شارك في التورط في فضيحة مالية.
قبل بريغل العرض المقدم من اتحاد ألبانيا لكرة القدم ليصبح مدرب منتخب ألبانيا لكرة القدم في ديسمبر 2002. قبل قبول بريغل تدريب منتخب ألبانيا فقد زاد من خبرته التدريبية من خلال العمل مساعدا للمدرب كارل هاينز فيلدكامب في نادي بشكتاش التركي ثم خلف فيلدكامب في بشكتاش من سبتمبر 1999 إلى 30 يونيو 2000 حيث حقق المركز الثاني في بطولة الدوري التركي لكرة القدم ثم تولى تدريب نادي طرابزون سبور التركي من 7 نوفمبر 2001 إلى 30 يونيو 2002 حيث حقق المركز الرابع عشر. حقق بريغل نجاح كبير مع منتخب ألبانيا طوال أربع سنوات من 2002 إلى 2006. حتى الآن يعتبر المدرب الأكثر نجاحا في ألبانيا في جميع الأوقات من حيث عدد النقاط حيث حقق 8 نقاط في تصفيات بطولة أمم أوروبا لكرة القدم 2004 بينما حصل على ثلاثة عشر نقطة في تصفيات أوروبا لكأس العالم لكرة القدم 2006 - المجموعة الثانية. استقال في 9 مايو 2006 بعد أن عرض الاتحاد الألباني عليه تمديد العقد وربط البنود المالية بنتائج منتخب ألبانيا التي سيحققها.
في يونيو 2006 وافق على تدريب منتخب البحرين لكرة القدم خلفا للكرواتي البلجيكي لوكا بيروزوفيتش. ومع ذلك أقيل في 20 يناير 2007 خلال كأس الخليج العربي لكرة القدم 2007.
تولى بريغل تدريب نادي أنقرة غوجو التركي ولكنه غادر منصبه قبل نهاية 2006-2007.

## إحصائيات
| أداء النادي   | أداء النادي   | أداء النادي   | الدوري    | الدوري  | الكأس       | الكأس       | كأس الدوري | كأس الدوري | قاريا     | قاريا   | المجموع   | المجموع |
| الموسم        | النادي        | الدوري        | المباريات | الأهداف | المباريات   | الأهداف     | المباريات  | الأهداف    | المباريات | الأهداف | المباريات | الأهداف |
| ألمانيا       | ألمانيا       | ألمانيا       | الدوري    | الدوري  | كأس ألمانيا | كأس ألمانيا | أخرى       | أخرى       | أوروبا    | أوروبا  | المجموع   | المجموع |
| ------------- | ------------- | ------------- | --------- | ------- | ----------- | ----------- | ---------- | ---------- | --------- | ------- | --------- | ------- |
| 1975–76       | كايزرسلاوترن  | الدرجة الأولى | 7         | 1       |             |             |            |            |           |         |           |         |
| 1976–77       | كايزرسلاوترن  | الدرجة الأولى | 15        | 1       |             |             |            |            |           |         |           |         |
| 1977–78       | كايزرسلاوترن  | الدرجة الأولى | 22        | 4       |             |             |            |            |           |         |           |         |
| 1978–79       | كايزرسلاوترن  | الدرجة الأولى | 31        | 4       |             |             |            |            |           |         |           |         |
| 1979–80       | كايزرسلاوترن  | الدرجة الأولى | 33        | 7       |             |             |            |            |           |         |           |         |
| 1980–81       | كايزرسلاوترن  | الدرجة الأولى | 34        | 6       |             |             |            |            |           |         |           |         |
| 1981–82       | كايزرسلاوترن  | الدرجة الأولى | 32        | 13      |             |             |            |            |           |         |           |         |
| 1982–83       | كايزرسلاوترن  | الدرجة الأولى | 33        | 8       |             |             |            |            |           |         |           |         |
| 1983–84       | كايزرسلاوترن  | الدرجة الأولى | 33        | 3       |             |             |            |            |           |         |           |         |
| إيطاليا       | إيطاليا       | إيطاليا       | الدوري    | الدوري  | كأس إيطاليا | كأس إيطاليا | كأس الدوري | كأس الدوري | أوروبا    | أوروبا  | المجموع   | المجموع |
| 1984–85       | هيلاس فيرونا  | الدرجة الأولى | 27        | 9       |             |             |            |            |           |         |           |         |
| 1985–86       | هيلاس فيرونا  | الدرجة الأولى | 28        | 3       |             |             |            |            |           |         |           |         |
| 1986–87       | سامبدوريا     | الدرجة الأولى | 24        | 6       |             |             |            |            |           |         |           |         |
| 1987–88       | سامبدوريا     | الدرجة الأولى | 27        | 3       |             |             |            |            |           |         |           |         |
| المجموع       | ألمانيا       | ألمانيا       | 240       | 47      |             |             |            |            |           |         |           |         |
| المجموع       | إيطاليا       | إيطاليا       | 106       | 21      |             |             |            |            |           |         |           |         |
| مجموع المسيرة | مجموع المسيرة | مجموع المسيرة | 346       | 68      |             |             |            |            |           |         |           |         |

### الأهداف الدولية
| #  | التاريخ        | الملعب                   | الخصم    | التسجيل | النتيجة | المنافسة                          |
| -- | -------------- | ------------------------ | -------- | ------- | ------- | --------------------------------- |
| 1. | 19 نوفمبر 1980 | ملعب نيديرساخسين، هانوفر | فرنسا    | 2–0     | 4–1     | ودية                              |
| 2. | 24 مايو 1981   | ملعب كوفولان، لاهتي      | فنلندا   | 1–0     | 4–0     | تصفيات كأس العالم لكرة القدم 1982 |
| 3. | 22 مايو 1984   | ملعب ليتزيغروند، زيورخ   | إيطاليا  | 1–0     | 1–0     | ودية                              |
| 4. | 12 مارس 1986   | ملعب فالد، فرانكفورت     | البرازيل | 1–0     | 2–0     | ودية                              |

#### إحصائيات منتخب ألبانيا
| المنتخب | من           | إلى          | التسجيل | التسجيل | التسجيل | التسجيل | التسجيل    |
| المنتخب | من           | إلى          | لعب     | فاز     | تعادل   | خسر     | نسبة الفوز |
| ------- | ------------ | ------------ | ------- | ------- | ------- | ------- | ---------- |
| ألبانيا | 29 مارس 2003 | 22 مارس 2006 | 30      | 10      | 4       | 16      | 033٫33     |

## الإنجازات
- بطولة أمم أوروبا: 1980[2]
- الدوري الإيطالي: 1984–85
- كأس إيطاليا: 1987–88